# Giovanni Battista De Fornari
Giovanni Battista De Fornari a été le 54e doge de Gênes du 4 janvier 1545 au 4 janvier 1547.